# ریوجین (رپر)
شین ریو جین (کره‌ای: 신류진؛ زادهٔ ۱۷ آوریل ۲۰۰۱) که با نام ریوجین (کره‌ای: 류진) شناخته می‌شود، رپر، خواننده، رقصنده و بازیگر اهل کره جنوبی است. او یکی از اعضای گروه دخترانه کره‌ای ایتزی است که در سال ۲۰۱۹ توسط جی‌وای‌پی انترتینمنت تشکیل شد.